# AOL Instant Messenger
AOL Instant Messenger (AIM) — программа мгновенного обмена сообщениями, предлагаемая фирмой AOL (America On-Line). Она появилась в мае 1997 года. Последняя версия AIM Triton обладает возможностями IP-телефонии, поддержки универсальной адресной книжки Plaxo, отправкой SMS через ПК (при условии установки соответствующих плагинов) и многими другими улучшениями.
AIM Express — браузерный клиент AIM, разработанный на основе технологии Java, а позже Adobe Flash, и поддерживающий основные функции десктопного клиента AIM. С 2015 года не поддерживается.
Мессенджер AIM перестал поддерживаться AOL 15 декабря 2017 года, спустя 20 лет после запуска.
В трогательном прощальном письме вице-президент Oath Inc. Майкл Альберс упомянул, что для многих американских (и не только) детей 90-х годов AIM был огромной частью сетевой жизни, позволяя «чатиться» с друзьями, не выходя из комнаты. Однако с тех пор онлайн-среда заметно изменилась и современная молодёжь предпочитает использовать для общения социальные сети или более современные мессенджеры.

### Чат-роботы
AOL и другие компании поставляли роботов (ботов) на AIM, которые могли получать сообщения и отправлять ответы в зависимости от цели бота. Например, боты могут помочь в учебе, как StudyBuddy. Некоторые из них были созданы для детей и подростков, например, Spleak.
Другие давали советы. У более полезных чат-ботов были такие функции, как возможность играть в игры, получать спортивные результаты, прогнозы погоды или информацию о финансовых акциях. Пользователи могли общаться с автоматическими чат-ботами, которые могли отвечать на естественном человеческом языке. В первую очередь они были реализованы в качестве маркетинговой стратегии и уникальных вариантов рекламы. Его использовали рекламодатели для продвижения товаров или улучшения отношений с потребителями.
До включения таких ботов другие боты DoorManBot и AIMOffline предоставляли функции, которые AOL предоставляла тем, кто в них нуждался. ZolaOnAOL и ZoeOnAOL были недолговечными ботами, которые в конечном итоге отказались от своих функций в пользу SmarterChild.